# CGC Viareggio 2023-2024
Questa voce raccoglie le informazioni riguardanti del CGC Viareggio nelle competizioni ufficiali della stagione 2023-2024.

## Stagione
Nel suo ventesimo campionato cadetto, il CGC Viareggio ottiene, tra i 18 incontri di campionato e i 10 di Coppa Italia, per un totale di 28 partite, due pareggi e una sola sconfitta. Il resto sono vittorie. Primo posto in campionato e ritorno immediato in Serie A1. La ciliegina arriva con il trionfo in Coppa Italia A2. A dimostrazione di una superiorità tecnica evidente. La squadra ha mantenuta una concentrazione alta, senza la quale non avrebbe ottenuto i due prestigiosi risultati.

## Maglie e sponsor
Lo sponsor principale per la stagione 2023-2024 è Gb Mec cantieristica navale.
Lo sponsor tecnico per la stagione 2023-2024 è Kumbre Italia.
La divisa è firmata da Joma.
| 1ª divisa | 2ª divisa |

## Organigramma societario
- Presidente: Alessandro Palagi
- Vicepresidente: Renzo Pardini, Libero Guizzardi
- Consiglieri: Roberto Puccinelli
- Direttore sportivo:
- Segretario: Massimo Barozzi
- Addetto stampa:

## Organico

### Giocatori
| N° | Naz.                 | Ruolo | Sportivo           |  |  |  |
| -- | -------------------- | ----- | ------------------ |  |  |  |
| 4  | Italia (bandiera)    | E     | Gioele Falaschi    |  |  |  |
| 95 | Italia (bandiera)    | E     | Davide Palla       |  |  |  |
| 5  | Italia (bandiera)    | E     | Niccolò Puccinelli |  |  |  |
| 37 | Italia (bandiera)    | E     | Alex Raffaelli     |  |  |  |
| 7  | Italia (bandiera)    | E     | Liam Rosi          |  |  |  |
| 10 | Italia (bandiera)    | P     | Emiliano Torre     |  |  |  |
| 11 | Italia (bandiera)    | E     | Romeo D'Anna       |  |  |  |
| 1  | Argentina (bandiera) | P     | Pablo Gomez        |  |  |  |
| 9  | Italia (bandiera)    | E     | Samuele Muglia     |  |  |  |
| 29 | Italia (bandiera)    | E     | Andrea Gemignani   |  |  |  |
| 76 | Italia (bandiera)    | E     | Andrea Balistreri  |  |  |  |

### Staff tecnico
- Allenatore:  Raffaele Biancucci
- Allenatore in seconda:
- Preparatore atletico: Marco Orsellini, Filippo Della Latta, Alessio Erra
- Meccanico: Alberto Fortuna

## Mercato
| E | Samuele Muglia   | Bassano      |
| E | Andrea Gemignani | Grosseto (B) |

| E | Juan Josè Moyano  | Sandrigo   |
| E | Patricio Ipiñazar | Montebello |
| E | Mattia Maldini    | Follonica  |

## Risultati

### Coppa Italia

#### Girone Andata Girone C
| Viareggio 14 ottobre 2023, ore 21:00 CEST Giornata 1 | CGC Viareggio | 7 – 3 | Pumas Viareggio | PalaBarsacchi |

| Forte dei Marmi 22 ottobre 2023, ore 18:00 CEST Giornata 2 | Forte dei Marmi (B) | 2 – 3 | CGC Viareggio | PalaForte |

| Sarzana 29 ottobre 2023, ore 18:00 CEST Giornata 3 | Sarzana (B) | 4 – 13 | CGC Viareggio | Pista Vecchio Mercato |

| Viareggio 12 novembre 2023, ore 18:00 CEST Giornata 5 | CGC Viareggio | 3 – 6 | Rotellistica Camaiore | PalaBarsacchi |

#### Girone Ritorno Girone C
| Viareggio 18 novembre 2023, ore 21:00 CEST Giornata 6 | Pumas Viareggio | 3 – 6 | CGC Viareggio | Palestra D. Pietri |

| Viareggio 25 novembre 2023, ore 21:00 CEST Giornata 7 | CGC Viareggio | 6 – 1 | Forte dei Marmi (B) | PalaBarsacchi |

| Viareggio 2 dicembre 2023, ore 21:00 CEST Giornata 8 | CGC Viareggio | 15 – 3 | Sarzana (B) | PalaBarsacchi |

| Camaiore 16 dicembre 2023, ore 21:00 CEST Giornata 10 | Rotellistica Camaiore | 2 – 4 | CGC Viareggio | Pardini Sport Center |

#### Classifica Fase a Gironi
|  | Pos. | Squadra               | Pt | G | V | N | P | GF | GS | DR  |
|  | ---- | --------------------- | -- | - | - | - | - | -- | -- | --- |
|  | 1.   | CGC Viareggio         | 21 | 8 | 7 | 0 | 1 | 57 | 24 | 33  |
|  | 2.   | Rotellistica Camaiore | 18 | 8 | 6 | 0 | 2 | 48 | 26 | 22  |
|  | 3.   | Pumas Viareggio       | 12 | 8 | 4 | 0 | 4 | 35 | 27 | 8   |
|  | 4.   | Forte dei Marmi (B)   | 7  | 8 | 2 | 1 | 5 | 27 | 31 | -4  |
|  | 5.   | Sarzana (B)           | 1  | 8 | 0 | 1 | 7 | 21 | 80 | -59 |